# IronPython

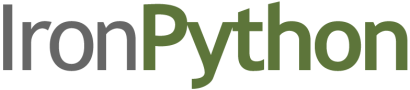
Logo IronPython

IronPython é uma implementação da linguagem de programação Python escrita em C#, para plataforma.NET e Mono, criada por Jim Hugunin. A Versão 1.0 foi lançada a 5 de Setembro de 2006. A Versão 2.0 foi lançada a 10 de Dezembro de 2008.
IronPython é totalmente escrita em C#, embora algum de seu código seja automaticamente gerado por um Gerador de Código escrito em Python.